# Muhammed Burak Taşdemir
Muhammed Burak Taşdemir (* 23. April 1993 in Muş) ist ein türkischer Fußballspieler.

## Karriere
Taşdemir kam 1993 in der osttürkischen Stadt Muş auf die Welt und zog bereits im Kindesalter mit seiner Familie in die südtürkische Hafenstadt Antalya. 2005 begann er in der Nachwuchsabteilung von Antalya Yolspor mit dem Vereinsfußball und durchlief später die Nachwuchsabteilungen der Mannschaften Varsakspor, Keçiören Belediyespor, Antalyaspor und Kadriyespor.
2011 begann er schließlich seine Profikarriere beim Viertligisten İskenderunspor 1967. Hier kam er als Ergänzungsspieler in einer Spielzeit zu zwölf Einsätzen. Zur neuen Saison zog er innerhalb der TFF 3. Lig zu Siirtspor. Bei diesem Verein eroberte er sich als 18-Jähriger einen Stammplatz und zählte am Saisonende zu den auffälligsten Youngstern der Liga. Im Sommer 2013 wurde er vom Drittligisten Pazarspor verpflichtet. Nachdem er sich auch bei diesem Verein behaupten konnte, wechselte er zur Saison 2014/15 zum Erstligisten Akhisar Belediyespor. In den letzten Tagen der Sommertransferperiode 2014 wurde er an den Drittligisten Kocaeli Birlikspor ausgeliehen.